# 7383 Lassovszky
(7383) Lassovszky is een planetoïde, die ontdekt is op 30 september 1981. De planetoïde is ontdekt in het Oak Ridge Observatory van de Harvard universiteit. Het object is vernoemd naar de Hongaarse astronoom 
Károly Lassovszky (1897–1961).